# Sul tsin iare
Sul tsin iare (in georgiano სულ წინ იარე?; lett. "Procedi") è un singolo del cantante georgiano Oto Nemsadze pubblicato il 29 marzo 2019 su etichetta discografica Universal Music Denmark. Il brano è scritto e composto da Roman Giorgadze.
Il brano è stato presentato durante la finale del talent show Georgian Idol, che Oto ha vinto con il 44% dei televoti. Fungendo Georgian Idol da processo di selezione nazionale per l'Eurovision, il brano ha rappresentato la Georgia all'Eurovision Song Contest 2019 a Tel Aviv, in Israele. Qui Oto si è esibito nella prima semifinale del 14 maggio, ma non si è qualificato per la finale, piazzandosi 14º su 17 partecipanti con 62 punti totalizzati, di cui 33 dal televoto e 29 dalle giurie.

## Tracce
Download digitale
1. Sul tsin iare – 3:04